# Galinova Editorial
Galinova Editorial es una casa editora creada en La Coruña en 1994. Está orientada hacia la enseñanza, especialmente de música.
Tiene poco volumen de edición (algo más de trescientos volúmenes), pero con una alta calidad con obras de referencia en diversos campos de la investigación lingüística básica sobre la lengua gallega. El formato de presentación de los libros está sobriamente cuidado.

## Títulos
De entre sus libros, los dos títulos más importantes en ventas (bastantes libros de texto) son:
- Así falan os galegos. Carme López Taboada e María do Rosario Soto Arias, 1995. ISBN 8489459398.
- Ortografía da lingua galega. Begoña González Rei, 2004. ISBN 8497370414.

Entre otros títulos destacan
- Glosario etimolóxico de termos anatómicos.
- Dicionario de Ortografía da Lingua Galega.